# ایمن اوریر
ایمن اوریر (عربی: أيمن أورير؛ زادهٔ ۶ اکتبر ۲۰۰۴) بازیکن فوتبال اهل مراکش است که در حال حاضر برای لورکوزن بازی می‌کند. 
وی همچنین در تیم ملی فوتبال زیر ۱۷ سال مراکش بازی کرده است.